# إس. كيشور
إس. كيشور هو سياسي سريلانكي، ولد في 12 مايو 1962. نشط حزبياً في Tamil National Alliance ‏. وقد انتخب عضو برلمان سريلانكا.